# Distretto di San Juan de Tarucani
Il distretto di San Juan de Tarucani è un distretto del Perù nella provincia di Arequipa (regione di Arequipa) con 2.129 abitanti al censimento 2007 dei quali 655 urbani e 1.474 rurali.
È stato istituito il 15 giugno 1962.